# Dianthidium rossi
Dianthidium rossi là một loài Hymenoptera trong họ Megachilidae. Loài này được Timberlake mô tả khoa học năm 1949.